# Histoire du Ghana

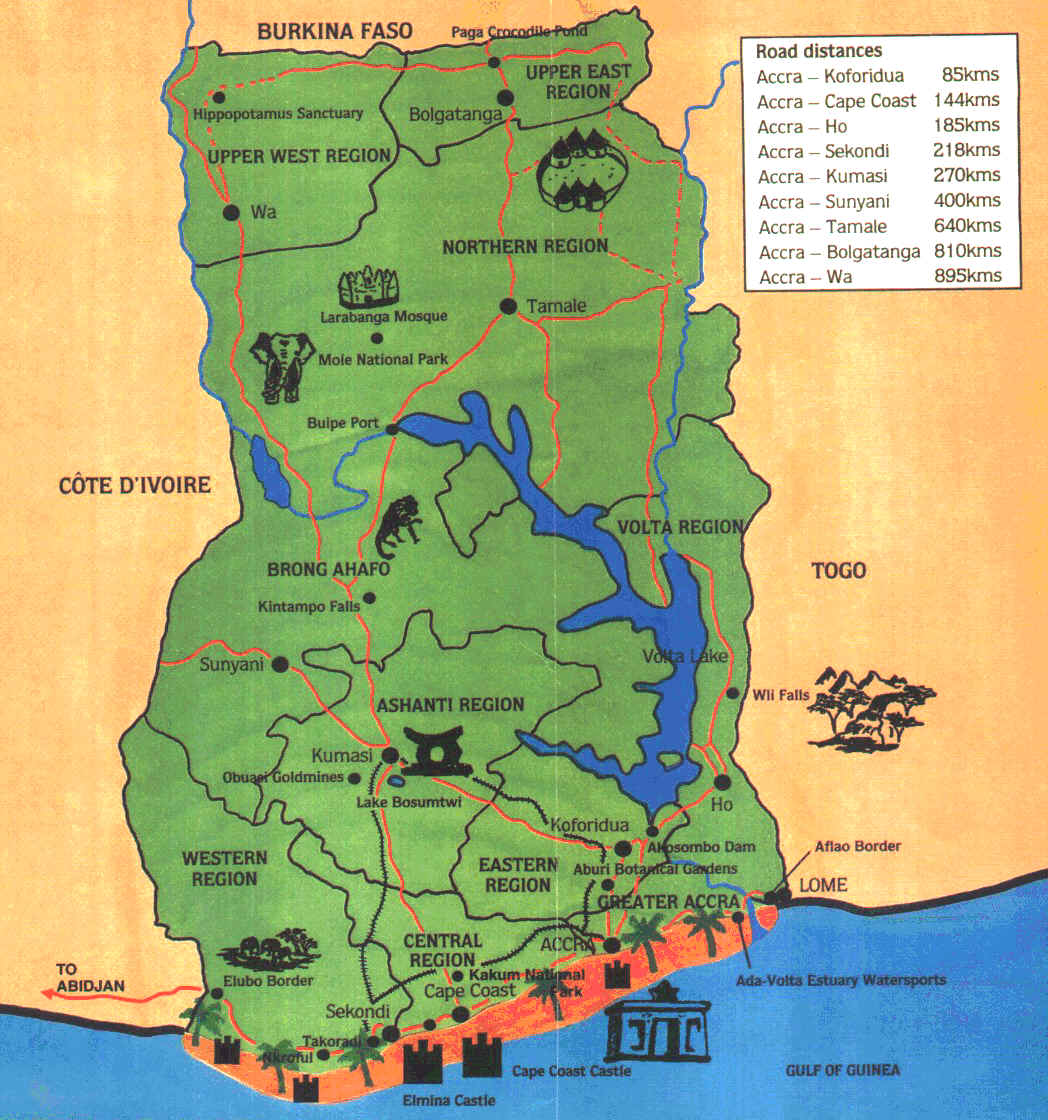
Carte actuelle du Ghana.

Le Ghana est nommé d'après l'empire existant au Moyen Âge en Afrique de l'Ouest, l'Empire du Ghana. Cet Empire a lui-même été désigné en Europe et en Arabie, comme l'Empire du Ghana, d'après le titre de son empereur, le Ghana. L'Empire semble avoir été brisé en 1076 à la suite de la conquête du général almoravide Abou Bakr ben Omar. Un royaume a continué à exister après la fin de la dictature almoravide, et le royaume a été incorporé ultérieurement aux empires sahéliens, comme l'Empire du Mali.
Une grande partie de la zone a été unifiée sous l'Empire ashanti au XVIe siècle. Les gouvernements Ashanti fonctionnent d'abord comme un réseau lâche puis mettent en place progressivement une bureaucratie centralisée, avec comme capitale Kumasi. Les puissances coloniales sont attirées par ce territoire pour le commerce d'or puis la traite d'esclaves. Ce pays accède à l’indépendance dès 1957.

## Préhistoire et Antiquité
Des fouilles archéologiques attestent que la côte de l'actuel Ghana est habitée dès le début de l'âge du bronze, vers -4000 par des peuples pratiquant la pêche dans les lagons et rivières. Le centre du pays, au nord de la zone forestière, a pu être colonisé entre le IIe et le Ier millénaire av. J.-C. par des hommes venus du bassin du Niger. Comme dans la plus grande partie de l'Afrique subsaharienne, l'agriculture s'y répand jusqu'à la fin du IVe siècle à partir de la frange sud du Sahara.
Parmi les sites archéologiques notables du néolithique se trouvent les cultures dites de Buobini (ou Punpun), le complexe de Kintampo et de Ntereso. Les fouilles révèlent des résidus de fonte de fer datant du début du Ier millénaire av. J.-C. Sur base de la tradition orale recueillie dans la région de Begho, l'anthropologue M. Posnansky suppose une continuité de l'occupation humaine depuis la culture de Kintampo. En effet, les mythes originels des États voisins mentionnent différents emplacements qui se révèlent être des sites archéologiques Kintampo.
Les fouilles archéologiques réalisées en 1986 sur les sites d'Asantemanso associés au commencement de l'histoire Ashantis révèlent des datations au carbone 14 qui remettent en question les hypothèses actuelles sur les migrations Akan et l'origine des Guan. En effet, ces fouilles démontrent que le site est occupé dès le début du second millénaire et accueille plusieurs milliers d'habitants. Certaines datations remontent à plusieurs siècles avant J.-C. Des fragments de poterie et d'outils en fer sont également trouvés, permettant d'envisager une activité agricole sédentaire plus ancienne qu'envisagé jusqu'alors. De plus, les motifs décoratifs de ces poteries sont retrouvés en grand nombre dans la vallée de Birim peuplée de Guan. Les auteurs ne se prononcent pas sur l'identité des habitants de la région, mais émettent l'hypothèse des Guan. Cette hypothèse remet en question l'histoire du peuplement de la région et les relations entre les Guan et les premiers Akan.

## Moyen Âge et Renaissance

Carte des successeurs de l'empire du Ghana (vers 1200).

### Migrations
À la fin de l'ère classique, plusieurs royaumes émergent en Afrique de l'Ouest, dont l'empire soninké du Ghana au nord du Ghana actuel. À l'origine, le titre ghana ne désigne que le roi, mais les textes arabes l'emploient pour parler du roi, de la capitale et du royaume lui-même. Au IXe siècle, l'historien et géographe arabe Al-Yaqubi désigne le Ghana comme l'un des trois États les plus organisés de la région avec Gao et le royaume du Kanem-Bornou. Il fait état de la richesse en or du royaume, de l'opulence de sa cour et de l'habileté de ses guerriers. Le commerce de l'or y attire de nombreux marchands d'Afrique du Nord. La puissance militaire et le contrôle sur les mines d'or de la région déterminent les relations du Ghana avec l'Afrique du Nord et la Méditerranée pour plusieurs siècles. Al-Bakri (1014-1094), compilateur andalou décrit le royaume à l'époque du roi Tankâminîn (Aoukar, Royaume du Ouagadou, Koumbi Saleh, Empire du Ghana).
Entre le XIIIe siècle et XVe siècle, la région traverse plusieurs changements importants : d'importants mouvements démographiques vers le centre et le sud, l'émergence de nouveaux États, le développement de centres de commerce en lien avec les villes du Niger, la diffusion vers le sud de nouvelles techniques (tissage du coton, fonte du cuivre, etc.) et la différenciation linguistique. Ces changements prennent racine dans trois facteurs. Premièrement, l'expansion du commerce et de la demande en or à la fin du XIIIe siècle. Deuxièmement, d'importants sécheresses durant le XIIIe siècle et le XIVe siècle qui poussent les populations à chercher de nouvelles terres arables. Enfin, la peste noire qui  traverse le Sahara et pousse les populations vers le Sud.

### Premiers États Akans
Le royaume de Bono s'établit au XIe siècle à la lisière de la région forestière du Ghana, entre les petits États Akan du Sud et les royaumes mossi. Une carte néerlandaise de 1629 précise au sujet du royaume  « Bonnoe. Gens simples. Pas de forêt ». Le terme Bono  signifierait pionnier, cependant la tradition orale pense  également que ce nom provient de Boo (en akan, trou), en accord avec la légendes sur les origines des fondateurs du royaumes sortis d'un trou dans le sol à Amuowi. Au XVe siècle, le royaume de Bono est un centre d'activités commerciales en plein essor.
Le développement du commerce encourage l'apparition d'États Akans sur la route menant aux mines du sud à travers la forêt. La forêt elle-même n'est que peu densément peuplée jusqu'à la fin du XVe siècle, lorsque quelques groupes Akan s'y installent en y amenant des plants de sorgho, de banane et de manioc importés d'Asie du Sud-Est et d'Amérique. Au début du XVIe siècle, des sources européennes mentionnent l'existence d'États riches en or dans la vallée de l'Ofin.
À la même époque, les Mandingues qui avaient fondé les États Haoussas dans le nord de l'actuel Nigeria et près du lac Tchad émigrent vers le sud-ouest et s'imposent aux peuples indigènes occupant alors le nord du Ghana et du Burkina Faso actuels. Ils y fondent les États de Dagombas et de Mamprusi, et influencent le développement du Gonja.
Tant la tradition orale que les fouilles archéologiques semblent s'accorder sur le fait que les États de Mamprusi, Dagombas et Gonja, ainsi que les États Mossi de Yatenga et Wagadugu sont parmi les premiers royaumes à émerger au Ghana moderne et sont bien établis au tournant du XVIe siècle. Les Mossi et les Gonja adoptent la langue des peuples qu'ils avaient envahi, mais conservent leurs traditions dont quelques-unes témoignent encore aujourd'hui de leur origine septentrionale.
Le premier état Akan date du début du XVe siècle et correspond à l’Ashanti. Les Dioula, commerçants d’ethnie Manding viennent y acheter l’or. Au XVIIe siècle apparaissent, sur la côte le royaume de Denkyira et un peu au nord le royaume Ashanti et son premier souverain Obiri Yeboa, dont le successeur Osei Tutu Ier remporte une série de victoires contre les états voisins. Selon les récits traditionnels, c’est lui qui reçoit du ciel, par l’intermédiaire d’un devin célèbre, Okomfo Anokye, le trône d’or, symbole de la puissance des rois ashanti, sur lequel était répandu le sang des prisonniers capturés au combat et sacrifiés.
La tradition veut que le royaume Gonja soit fondé par des cavaliers venant du Mali, qui s’inquiètent de voir diminuer la quantité d’or que le royaume de Bono fournit aux Dioula. La raison en est que de nouveaux acquéreurs étaient apparus sur la côte, les européens.

### Empire ashanti (1670/1701–1902, 1935–1957)
À la suite de la bataille de Feyiase en 1701, la confédération Ashanti subjugue le royaume de Denkyira et ouvre la voie à l'établissement de l'hégémonie ashantie. L'expansion de cet empire se perpétue jusqu'à son paroxysme sous le règne d'Osei Bonsu. Il décline au travers des différentes guerres anglo-ashanti avant de se soumettre en 1874. Le traité de Fomena prévoit le démembrement de l'Empire à la suite de la chute de Kumasi.

## Colonisation Européenne

### Attractivité commerciale
Dès le XVe siècle, l'extraction de l'or est en plein essor dans la région, sur base de techniques provenant des gisements soudanais de Bambouk et de Bure. Dès le début de la colonisation portugaise, le commerce de l'or rend la côte attractive au point de prendre le nom de Côte de l'Or. Au début du XVIe siècle, une de leurs cartes dresse la liste des commerçants provenant de l'intérieur du territoire et rejoignant Elmina. Parmi ceux-ci se trouvent de nombreux marchands des États intérieurs tels que les Adansi, les Begho, les Bono ou encore les marchands de Techiman. Les portugais dénombrent également sept autres royaumes, potentiellement Guan, dont le Tafo, dans l'actuel Kumasi, qui est considéré par les Portugais comme l'un des plus importants centres de production d'or de la région. 
Les marchands échangent l'or contre des esclaves qui permettent de renforcer la main d'oeuvre des États intérieurs occupés à défricher la forêt pour augmenter les parcelles de terres cultivables. Entre 1500 et 1535, une estimation du nombre d'esclaves échangés s'élève de 10 000 à 12 000 pour le fort d'Elmina, sans tenir compte du commerce effectué avec les contrebandiers ou les piroguiers. 
Les échanges avec les Européens ne provoquent toutefois pas un chamboulement direct des activités commerciales dans l'ensemble du territoire. Ces échanges renforcent les États côtiers et provoquent l'émergence de Birampon (Grands Hommes) qui gagnent en indépendance en devenant intermédiaires commerciaux avec les États Akans de l'intérieur du territoire. Ces États situés à l’intérieur développent alors essentiellement les voies commerciales avec les Malinkés, mais la présence des Européens leur offre une voie commerciale supplémentaire. Cependant, les effets économiques et sociaux relèvent de l'introduction de nouvelles plantes et cultures qui entraînent la transformation de la production agricole. 
Les États africains de la côte et de l'intérieur profitent également de la concurrence entre les Européens lors de négociation de traités commerciaux. Ils jouent de ces rivalités afin de tirer le meilleur profit du début de la colonisation jusqu'à la fin de l'hégémonie commerciale ashantie au XIXe siècle. 

### Période coloniale portugaise: Côte-de-l'Or portugaise (1482-1642)

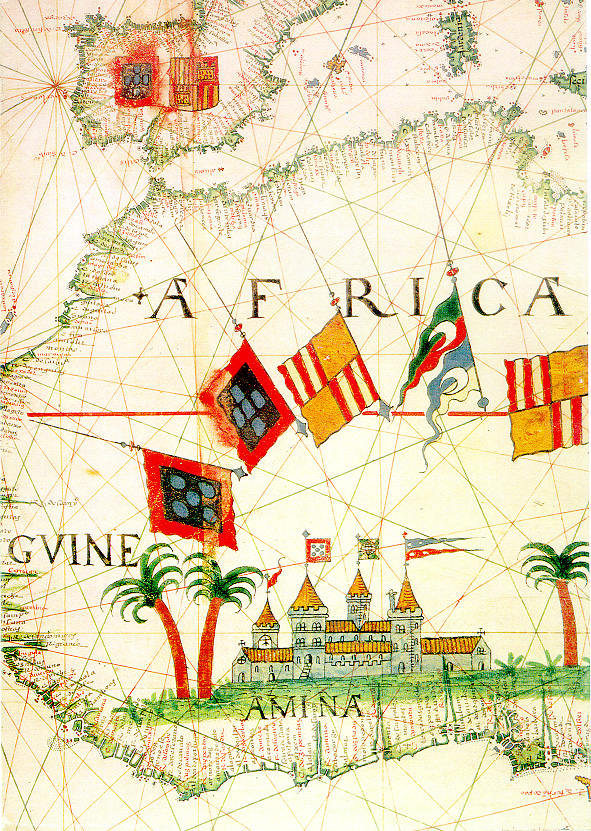
Représentation portugaise du comptoir d'Elmina vers 1500.

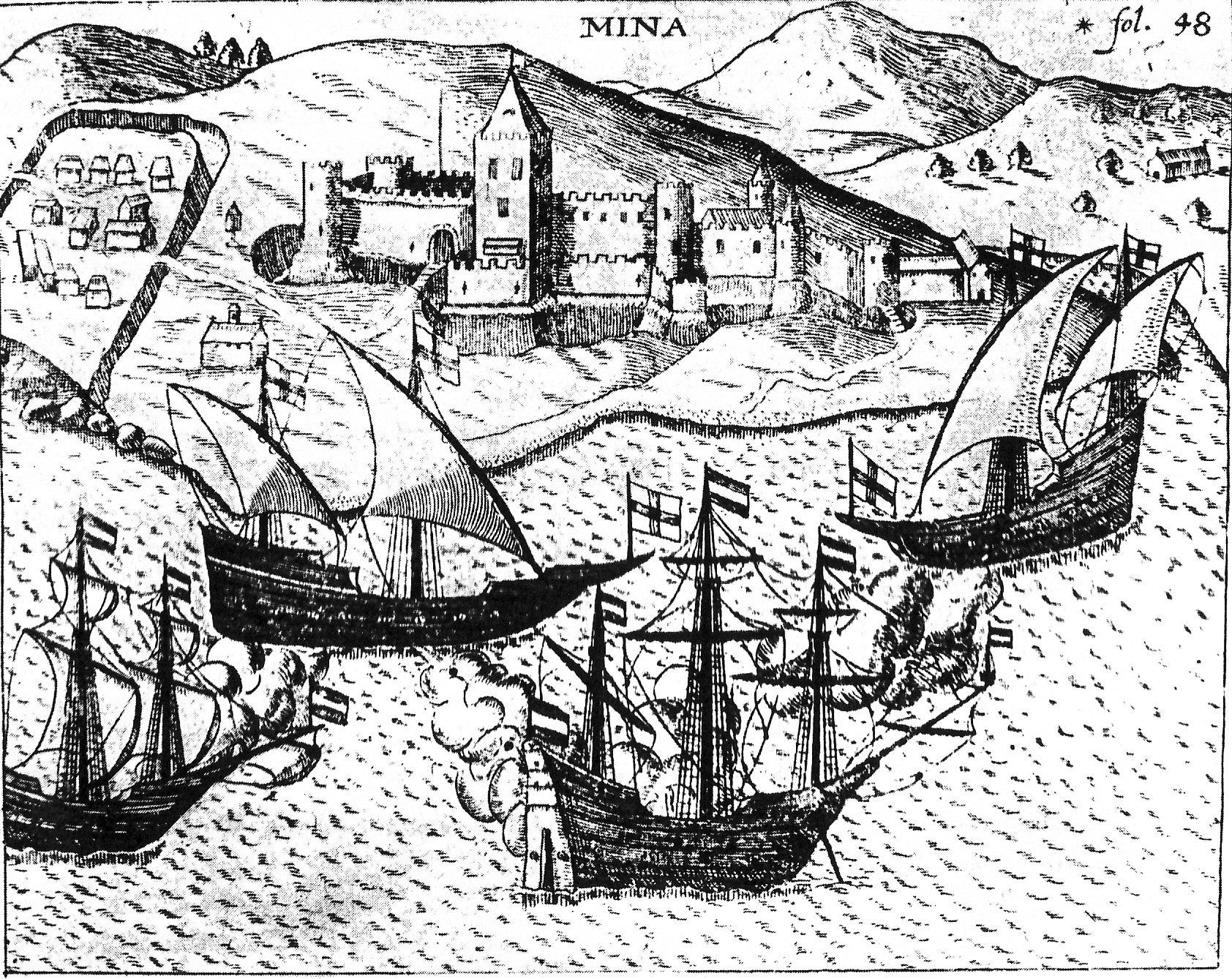
Le fort de traite portugais d'Elmina, sur la Côte de l'Or, entre 1610 et 1624.

En 1471, les Portugais débarquent sur la côte du futur Ghana, qui reçoit par la suite le nom de Gold Coast (Côte-de-l’Or). En 1482, ils fondent un premier comptoir commercial à São Jorge da Mina, là où se situe actuellement la forteresse Elmina. Les Portugais se lancent dans le commerce de l’or, et la région devient le premier fournisseur de l’Europe.
Ils gardent ensuite le monopole de ce commerce pendant plus d’un siècle et demi, jusque vers 1650.
Ils se lancent également dans le commerce des esclaves, commerce plus rentable encore que celui de l’or, qu’il supplante bientôt en importance dès la seconde moitié du XVIIe siècle. Ils fondent El Mina, véritable base militaire, à partir de laquelle les Portugais imposent leur volonté aux ethnies côtières, afin qu´elles leur fournissent or et esclaves.
Toutefois, pour faire un lien avec le passé historique de la Côte-de-l’Or, il ne faudrait pas non plus croire que les Portugais ont inventé ces commerces de l’or et des esclaves. Bien au contraire, additionné aux commerces du sel et cuivre, notamment, des assises économiques bien concrètes existaient déjà dans la région. Comme le décrit Jean-Michel Deveau dans son ouvrage sur l’impact économique de l’impérialisme portugais sur la Côte-de-l’Or : « en abordant ces rivages, les Portugais ne s’y sont pas trompés. Les réseaux fonctionnaient déjà et il suffisait de les inverser pour les détourner vers l’océan ».
Ce commerce attire des convoitises. Les Hollandais réussissent à chasser les Portugais de l’Afrique occidentale en prenant leurs principales forteresses, entre 1637 et 1641. Les nouveaux colonisateurs partagent l’espace côtier avec les Britanniques, et quelques marchands européens. À l’intérieur des terres, de puissants états Akans se créent, dirigés par les Ashantis, qui exercent une domination sans partage sur les peuples voisins. Ceux-ci doivent leur payer un tribut sous forme d’esclaves.
- Côte de l'Or
- Compagnie portugaise des Indes orientales
- 1612-1672 : Côte-de-l'Or néerlandaise, Compagnie néerlandaise des Indes occidentales
- 1650-1663 : Côte-de-l'Or suédoise, Compagnie suédoise d'Afrique
- 1658-1850 : Côte-de-l'Or danoise, Compagnie danoise des Indes occidentales et de Guinée
- 1682/3-1717 ou 1721  : Côte-de-l'Or prussienne
- 1821-1957 : Côte-de-l'Or britannique
- Forts de la côte ghanéenne, Forts historiques du Ghana (de)

### Chronologie de la colonisation (portugaise, danoise, hollandaise, britannique...) (1500-1800)
- 1471 : les Portugais débarquent sur la côte du futur Ghana.
- 1482 : ils fondent un premier comptoir commercial à São Jorge da Mina
- 1618 : création de la Compagnie des aventuriers de Londres pour le commerce dans les ports d'Africa, appelée Guinea Company.
- 1625 : Nicholas Crispe devient directeur de la Guinea Company
- 1631 : une nouvelle charte est signée par Charles Ier d'Angleterre pour former la Company of Merchants Trading to Guinea
- août 1632 : Arent de Groot arrive avec quatre navires
- 1636 : la Barbade édicte le décret de 1636 sur l'esclavage à vie
- 1637 : Peter Blower, Hollandais du Brésil, introduit la canne à sucre à la Barbade, avec ses secrets de fabrication.
- 1637 : la Compagnie néerlandaise des Indes occidentales s'empare d'Elmina, située à 10 km du Fort de Cape Coast.Carte de la Côte-de-l'Or suédoise en 1725.

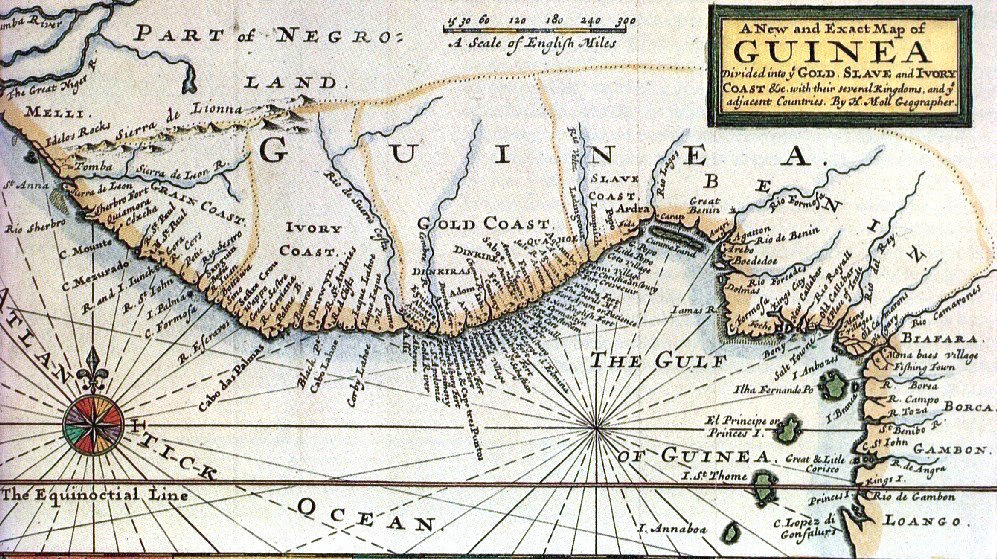
Carte de la Côte-de-l'Or suédoise en 1725.

- 1638 : début des travaux sur le fort de Kormantin
- 1640 : le fort est victime d'un incendie
- 1642 : création du « petit Accra », qui deviendra en 1649 le Fort Crèvecœur (Ghana) par Henry Caerlof
- 1646 : le capitaine John Lad arrive dans la région et prend 100 esclaves
- 1646 : un capitaine amenant des esclaves de la Côte des Esclaves à Elmina refuse de les débarquer faute d'équipements permettant de les accueillir[13].
- 1646 : reprise par la Biemba Company et le capitaine John Lad
- 1647 : fin des travaux sur le fort
- 1647 : Thomas Modyford, gouverneur de Barbade, paie 7000 sterling pour la moitié de la plantation sucrière du colonel William Hilliard
- 1649 : Première révolution anglaise. Accueil des exilés par William Berkeley en Virginie, Thomas Modyford à la Barbade

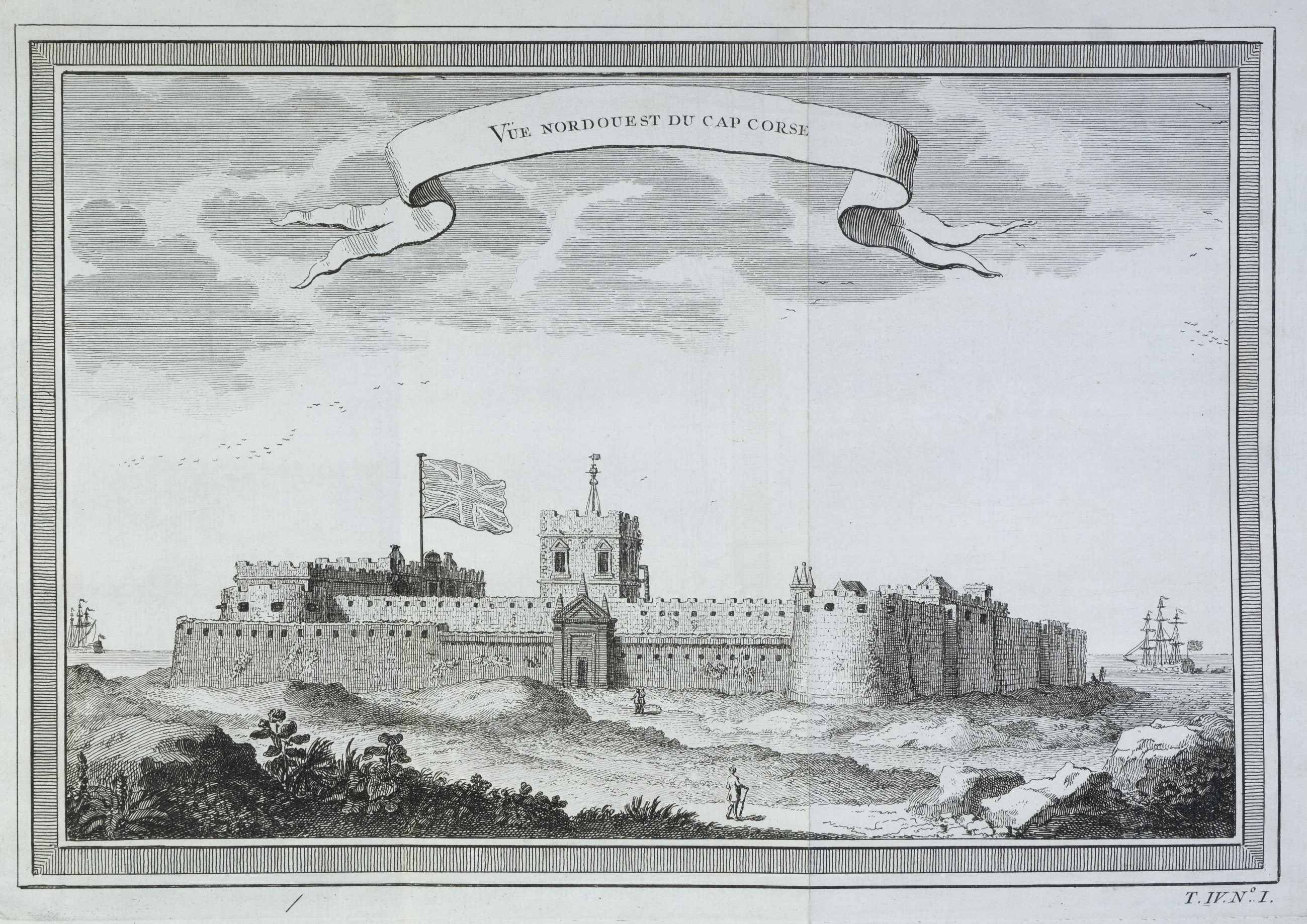
Fort de Cape Coast en 1747, l'un des nombreux forts de la côte ghanéenne.

- Fort de Cape Coast en 1747, l'un des nombreux forts de la côte ghanéenne.1649 : Nicholas Crispe se plaint d'avoir été évincé par la Compagnie suédoise d'Afrique du site de Carolusburg, futur fort de Cape Coast. C'est l'aventurier Henry Caerlof qui s'en est emparé pour les Suédois (avant de passer au service du Danemark) ainsi que deux autres établissements[14]
- 1650 : la Compagnie suédoise d'Afrique étend ses colonies dans le territoire Ahanta et installe un comptoir à Butre[15].
- 10 novembre 1650 : création par le parlement de Londres d'une taxe de 15 % sur la cargaison de tous les navires marchands
- octobre 1651 : Premier des Actes de navigation
- 1651 : débarquement et saccages à la Barbade. George Monck négocie un compromis avec Thomas Modyford[16]
- 1652 : la New Model Army fait le blocus de la Barbade pour y imposer des taxes[16]
- 10 juillet 1652: la Première guerre anglo-néerlandaise est déclarée, durant jusqu'en 1654.
- 1652 : Henry Caerlof construit pour la Suède le futur Fort Christiansborg, alors appelé Fort Osu, à Accra
- 1652 : la New Model Army renverse le gouverneur de Virginie William Berkeley, resté fidèle au roi en exil
- 1655 : la[New Model Army s'empare de la Jamaïque mais sans développer l'esclavage : les Espagnols ont libéré avant environ 300 noirs
- 1655 : conflits entre Nicholas Crispe et les Danois
- 1656 : les tractations diplomatiques de la Compagnie néerlandaise des Indes occidentales amène à la signature du Traité de Butre qui établit un protectorat hollandais sur les territoires Ahantas et Encasser. Ce traité réglemente le partage européen pendant 213 ans. Le Fort Batenstein y est construit[15]
- 1657 : reprise par la Compagnie britannique des Indes orientales
- 1659 : des suédois trouvent de l'or dans Kormantin désertéCarte sommaire du pays ashantee, vers 1810.

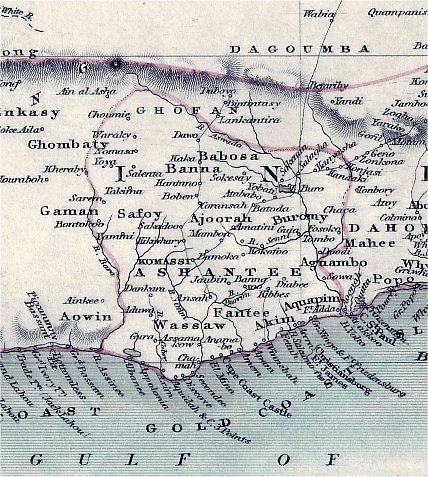
Carte sommaire du pays ashantee, vers 1810.

- 1660 : Restauration britannique, reprise par la compagnie des aventuriers d'Afrique, organisée par le roi
- 1661 : le roi rédige la charte de la compagnie des aventuriers d'Afrique
- 1661 : premier essai de colonie danoise à Accra, Wilhelm Müller (pasteur) (de) (1633-1673)
- 1663 : de grands planteurs de la Barbade, Thomas Modyford, colonel Benjamin Berringer et John Yeamans s'installent en Jamaïque
- 4 mars 1665 : Charles II d'Angleterre déclare la Deuxième guerre anglo-néerlandaise aux Provinces-Unies, qui dure jusqu'au Traité de Bréda
- 1665 : reprise par l'amiral hollandais Michiel de Ruyter
- 1666 : la Compagnie néerlandaise des Indes occidentales fait construire un deuxième fort, le fort Saint-Jacques, à Elmina.

### Premier établissement universitaire de l'Afrique colonisée (1827)
La Côte-de-l'Or britannique (1821-1957) résulte de l'absorption des portions de côte (forts, comptoirs, marchés) des autres puissances coloniales (portugaise, suédoise, danoise, prussienne, néerlandaise)
Le rattachement de la Côte de l'Or à la Sierra Leone voisine, temporaire, contribue pour une bonne part à la formation d'une élite intellectuelle ghanéenne dès le XIXe siècle, bien plus tôt que dans les autres territoires coloniaux. Le premier établissement universitaire de l'Afrique sous domination coloniale est fondé en 1827, le collège de Fourah Bay. Parallèlement, l'enseignement primaire et secondaire se développe dans les missions, principalement protestantes de l'église weselyenne et des luthériens de Bâle. Les élèves du primaire apprennent à lire dans leur langue vernaculaire, dont les missionnaires codifient la grammaire et l'orthographe, puis apprennent l'anglais dans le secondaire. Cette élite anime les premières formations politiques africaines, en particulier l'Aborigene's right protection society (ARPS), dont le plus illustre fondateur est J. E. Casely Hayford (1866-1930), auteur de plusieurs livres, dont Ethiopia Unbound, qui exalte le nationalisme africain à partir de thèmes bibliques.
Dans les années 1850, un métis né de père écossais et de mère africaine, James Bannerman, est nommé lieutenant gouverneur de la Gold Coast et son fils fonde le premier journal africain du Ghana, l'Accra Herald. Des écrivains comme Attoh Ahuma et Mensah Sarbah étudient le passé de leur pays et dénoncent les préjugés raciaux.

### Colonisation britannique, Côte-de-l'Or britannique (1821-1957)
- Côte-de-l'Or britannique

Drapeau de la Gold Coast.

Les Britanniques prennent progressivement l’avantage face aux Portugais et aux Hollandais, dans la lutte pour le contrôle du commerce de l’or et des esclaves. Mais ce dernier est aboli en 1807 par le parlement de Winchester.
Le royaume Ashanti, inquiet de perdre le bénéfice du commerce des esclaves lance alors une campagne contre l'ethnie vivant sur la côte, les Fanti. Cette campagne est suivie de plusieurs autres, mais en 1874, les Fanti trouvent dans l'Angleterre, qui a racheté la colonie danoise de Christiansborg dès 1850, un allié providentiel qui défait le roi Ashanti.

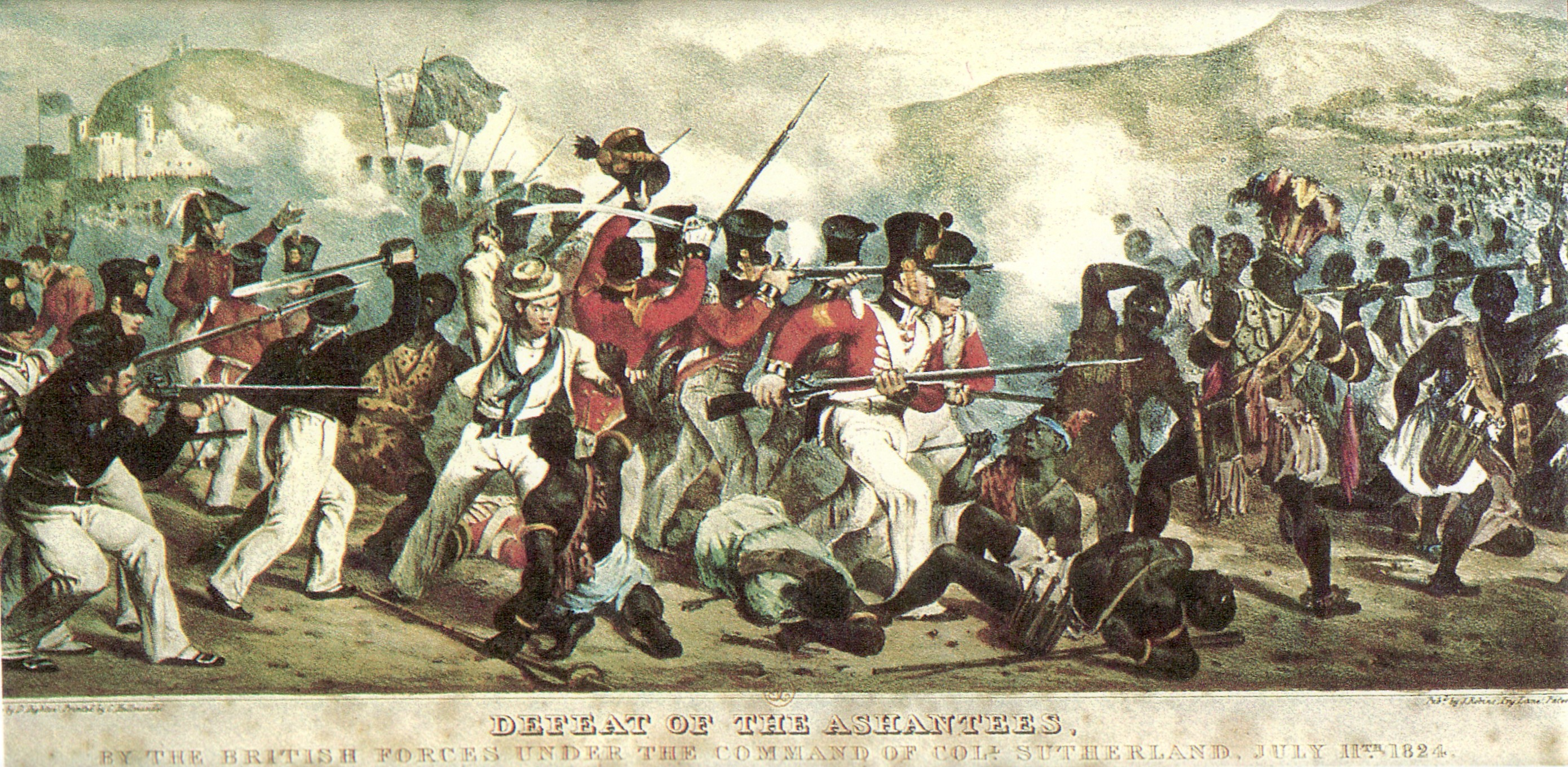
La première guerre anglo-asante eut lieu de 1823 à 1831.

Les Britanniques achètent les comptoirs hollandais et fondent une nouvelle colonie, le Togo britannique (Togoland) en 1874. Au cours du XIXe siècle, les Britanniques mènent de nombreuses guerres contre les Ashanti, armés de mousquets et regroupés dans une capitale de 100 000 habitants environ, Kumasi, découverte en 1817 par le premier explorateur anglais Thomas Bodwich. Les territoires sont confiés aux missionnaires de la Société des missions africaines.

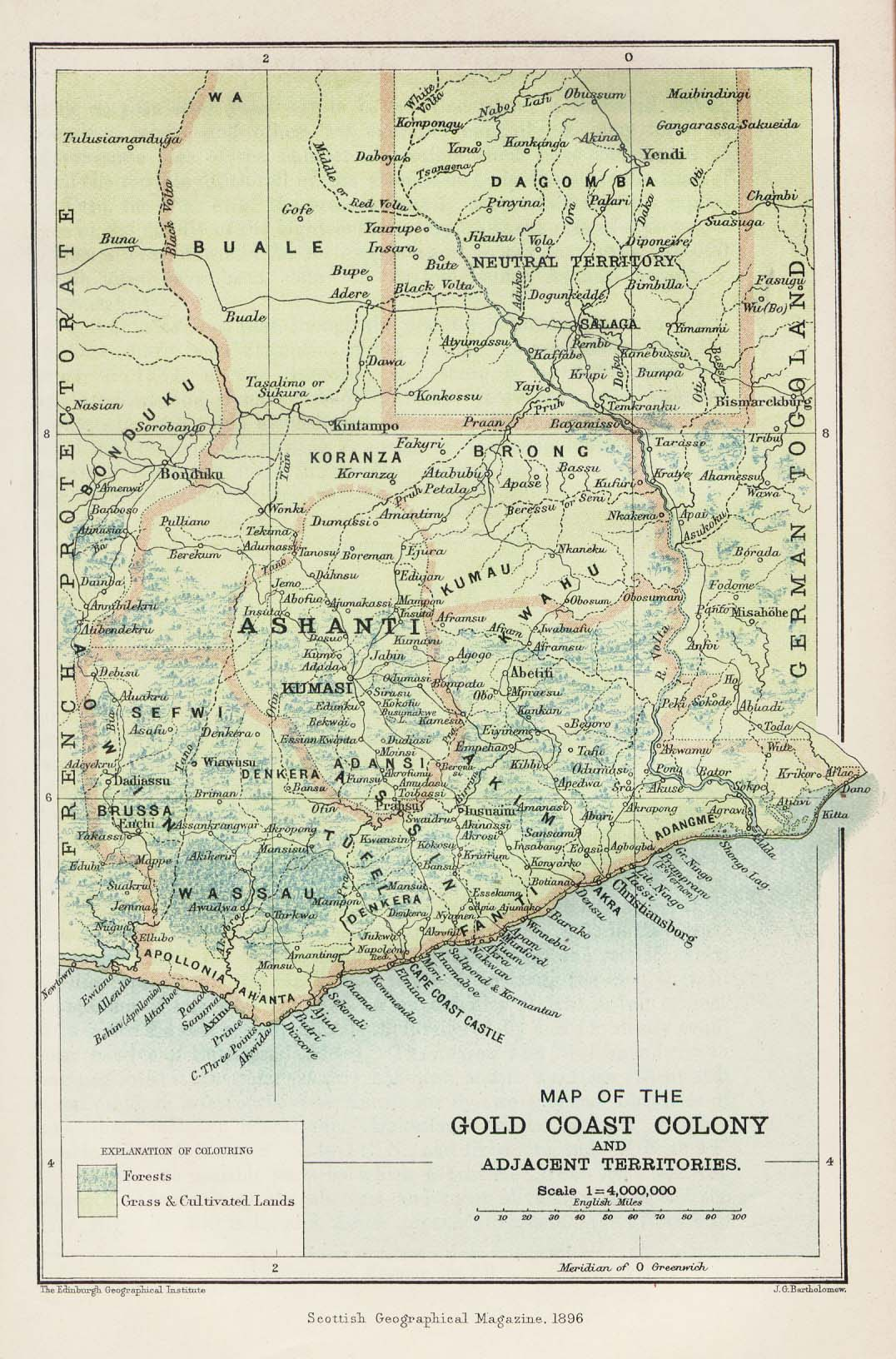
John George Bartholomew : carte de 1896 montrant la colonie anglaise de la Gold Coast.

Les colonisateurs fixent dès 1901 les frontières du Ghana : le territoire Ashanti (Région Ashanti, Empire ashanti) et le nord du pays, annexé à partir de 1896, sont soumis et rattachés à la colonie. Une partie du Togo allemand, peuplée par les Éwé, lui fut ajoutée en 1922. Dans les années 1920, la « Côte de l'Or » devient la colonie africaine la plus prospère grâce à sa contribution majeure à l'histoire de la culture du cacao, et aux exploitations minières.
Les Anglais construisent les premières écoles du pays, peu nombreuses.
L’anglais devient la langue officielle, mais les langues locales sont tolérées par les autorités coloniales dans les écoles primaires, l’anglais restant la principale langue d’enseignement.

## Vers la décolonisation (1939)
En 1939, lors de la Seconde Guerre mondiale, le Royaume-Uni s'engage contre l'Allemagne nazie. Les grandes villes britanniques sont bombardées et la flotte anglaise est gravement endommagée. Le pays ne sort victorieux de la guerre que grâce à son courage et à l´aide de son empire et de ses alliés : États-Unis, Australie, Canada.
Les troupes américaines, canadiennes et alliées occupent la Grande-Bretagne pour préparer les débarquements en Italie puis en France. Le pays dévasté ne se reconstruit que grâce à l’aide financière américaine. Le Royaume-Uni est donc lourdement endetté et soutenu avec toutes ses colonies par les États-Unis. Le glas de l’Empire britannique sonne. L’Inde, colonie gigantesque devient indépendante deux ans après la guerre, en 1947.
Les superpuissances américaine et soviétique sont opposées au colonialisme, et poussent la Grande-Bretagne à faire des réformes en 1956. Pendant la crise du canal de Suez, les troupes britanniques sont obligées de se retirer sous la menace nucléaire soviétique. La Grande-Bretagne est alors diminuée sur le plan international.
En 1925, les Britanniques ont organisé des élections au Ghana, afin d’élire un conseil législatif des chefs autochtones.
Mais la vie politique ne se développe réellement qu’après la Seconde Guerre mondiale. À la suite des troubles nationalistes incessants, les Britanniques donnent plus d’autonomie au pays.
Un fait majeur dans le chemin vers l’indépendance a lieu en 1951, avec la victoire du Parti de la convention du peuple (Convention People's Party, CPP), fondé en 1949 par Kwame Nkrumah.
Aux élections législatives qui suivent, Kwame Nkrumah devient chef du gouvernement local, et, en collaboration avec les autorités britanniques, il obtient l’indépendance, proclamée en janvier 1957.

## Indépendance (1957)

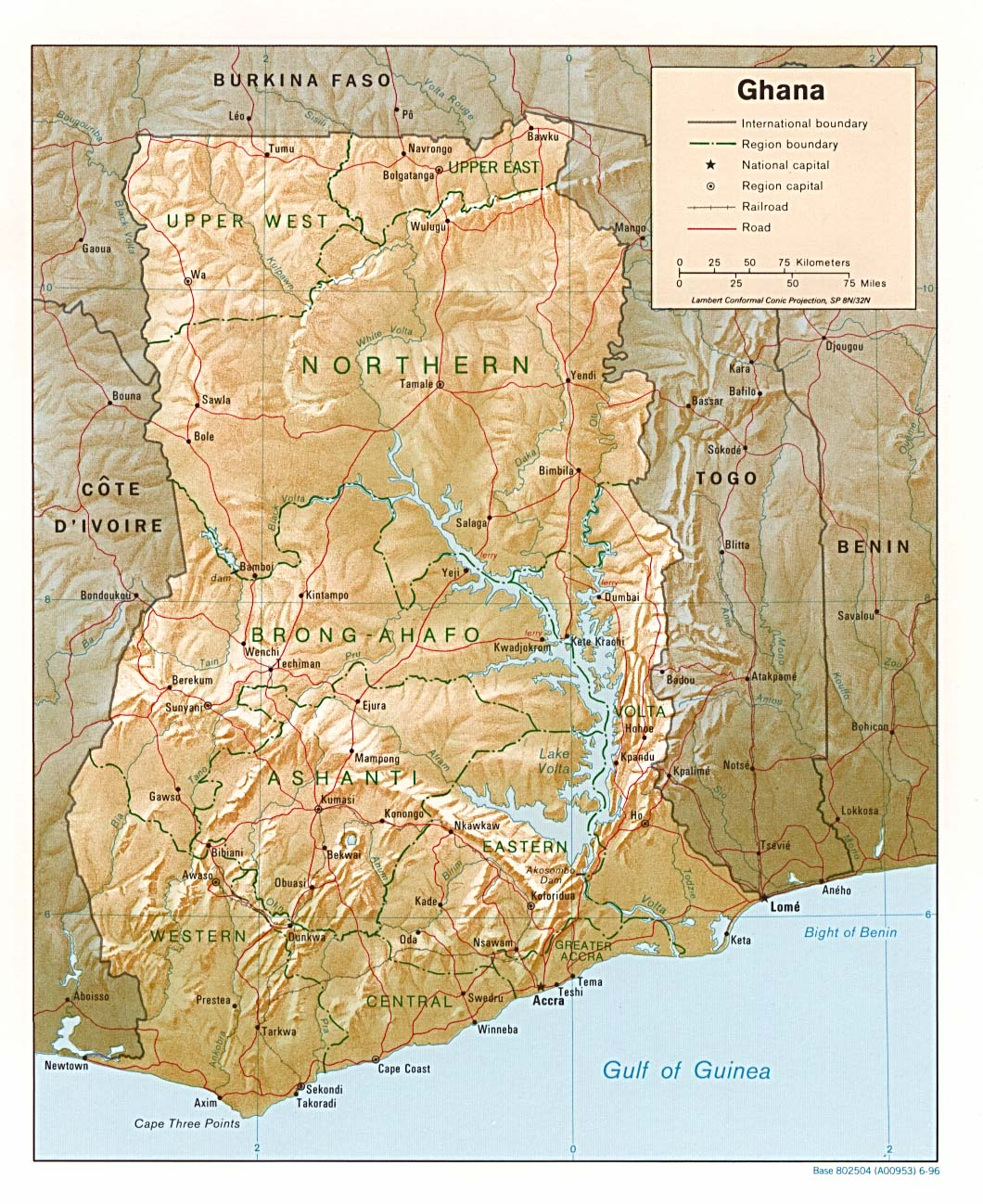
Carte du Ghana en 1996.

### Première République (1960-1970)
La Côte de l'Or est le premier pays noir-africain colonisé à accéder à l’indépendance.
Un de ses premiers actes de souveraineté, le 6 mars 1957 est d’abandonner son nom colonial de Côte de l’Or au profit de son actuel nom, Ghana, en hommage à l’Empire du Ghana. Le Ghana entre dans les jours suivants aux Nations unies. Il reste cependant un royaume du Commonwealth sous le nom de dominion du Ghana (1957-1960).
En 1960, Nkrumah devient naturellement le premier président du pays. Le système scolaire s’étend, les écoles privées deviennent publiques et le taux de scolarisation est multiplié par sept. Dès les années 1970, Le Ghana obtient ainsi l’un des meilleurs taux d’alphabétisation d’Afrique, avec plus de 60 % des enfants, garçons et filles, scolarisés et alphabétisés. Le 31 janvier 1964, il organise un referendum constitutionnel imposant un parti unique. Les résultats sont officiellement à 99,91 % en faveur du oui. Une dérive autoritaire s'amorce. Le pays s´endette aussi pour se moderniser et s´ouvre au commerce international.
Avant l'indépendance, le Royaume-Uni a mis en place un bureau de commercialisation du cacao. Ce bureau propose de payer les paysans en dessous des prix du marché et de placer la différence dans un fonds qui leur serait versé en cas de crise lors des faibles années de production. La production totale des paysans est achetée par le Bureau, qui la revend ensuite aux entreprises sur le marché international et réalise des profits stockés à Londres. Ainsi, en 1953, le Bureau vend le cacao ghanéen pour 74 millions de livres mais les paysans n'en reçoivent que 28 millions. Nkrumah décide de lancer une compagnie nationale pour assurer un prix plus équitable aux paysans, mais doit faire face à l’opposition d'une partie de la bourgeoisie qui fait affaires avec le Royaume-Uni. Le pays tente également de diversifier son économie et de réduire sa dépendance extérieure avec le développement d'une industrie lourde. Une série de grands projets est lancée, dont le barrage de la Volta pour produire de l'électricité afin de soutenir les nouvelles industries. Un port en eau profonde est construit à Tema notamment afin de développer un programme d'exportation de l'aluminium.
Le Ghana organise les 6e et 7e conférences panafricaines en 1953 à Kumasi et 1958 à Accra, cette dernière est également la première conférence des États Indépendants d'Afrique. Un premier pas vers une réalisation concrète du panafricanisme est tenté en formant le 1er mai 1959 une union avec la Guinée, rejointe le 24 décembre 1960 par le Mali. Ces initiatives valent à Nkrumah l'hostilité des pays occidentaux (la CIA indique que « Nkrumah faisait plus pour saper nos intérêts qu'aucun autre noir africain. ») mais également de certains dirigeants africains qui l'accusent, dans ses projets de panafricanisme, de vouloir propager le communisme en Afrique.

#### Coup d’État de 1966
Un coup d'État militaire, le 24 février 1966, met fin à cette Première République. Au moment du coup d’État, Nkrumah est en voyage pour la Chine. Il est alors au faîte de sa notoriété à l’international mais a perdu sa popularité au sein de son pays. La Guinée accepte de l’accueillir en asile politique. Il y reste jusqu'à sa mort en 1972, dans un hôpital roumain.
Un Conseil national de libération est mis en place par le général Joseph Arthur Ankrah (1915-1992), le chef d’État militaire, et un ancien leader de l’opposition à Nkrumah, Kofi Abrefa Busia, est nommé président du Comité consultatif national de ce conseil militaire. En 1967-1968, Busia dirige le Centre pour l'éducation civique. Il devient également membre du Comité de révision constitutionnelle. Lorsque le Conseil national de libération lève l'interdiction des partis politiques, Busia fonde le Parti du Progrès.

### Seconde République (1970-1979)
Busia devient le premier ministre en septembre 1970. C’est la seconde République qui commence, avec l'intermède militaire. Le collège électoral choisi comme président Edward Akufo-Addo, l'un des principaux hommes politiques nationalistes de l'United Gold Coast Convention (UGCC) qui, bien qu'ayant participé à la lutte pour l'indépendance aux côtés de Nkrumah, s’étaient opposé à lui à partir de 1964.
Les mesures initiées par le gouvernement de Busia sont l'expulsion d'un grand nombre de non-ressortissants du pays et la limitation des participations étrangères dans les petites entreprises. Ces initiatives visant à réduire le chômage créé par la situation économique précaire. Elles sont populaires parce qu'elles forcent les étrangers , en particulier les Libanais, les Asiatiques, et les Nigérians, à quitter le secteur de la distribution où ils étaient accusés injustement de monopoliser l’activité commerciale au détriment des Ghanéens. D’autres initiatives de Busia ne sont pas populaires. Ainsi, en est-il de la décision d'introduire un programme de prêts pour les étudiants à l'université, en lieu et place d’un accès libre, a été contestée parce qu'elle a été interprétée comme l'introduction d'un système de classe dans les plus hautes institutions éducatives. Certains observateurs ont même considéré que la dévaluation de la monnaie nationale et ses encouragements à l'investissement étranger dans le secteur industriel étaient de nature à nuire à la souveraineté du pays. Il impose également des mesures d’austérité à l’administration et à l’armée, et cède aux mêmes dérives, au fil des ans, que le premier président du pays, Nkrumah : harcèlement de l’opposition, pression sur le pouvoir juridique.

#### Nouveaux coups d’État militaires en 1972, 1978, 1979
Malgré un large soutien populaire lors de sa création et de fortes relations à l'étranger, le gouvernement de Busia tombe, victime d’un nouveau coup d’État de l’armée, après vingt-sept mois d’activité, le 13 janvier 1972 et alors qu’il est en traitement dans une clinique londonienne. Le lieutenant-colonel Ignatius Kutu Acheampong, temporairement commandant de la Première Brigade autour d'Accra, mène ce coup d'état, sans effusion de sang , mettant ainsi fin à la Seconde République, et s’installe au pouvoir.
Il y reste jusqu’au 5 juillet 1978. Plusieurs changements sont mis en œuvre au Ghana durant cette période : l’adoption du système métrique, le changement de la conduite à gauche pour la conduite à droite, l'Opération RSS Yourself (un programme visant à développer l'autonomie dans l'agriculture), la « reconstruction nationale » (visant à promouvoir l'emploi et des compétences pour les travailleurs), les projets de rénovation dans les villes, et la reconstruction / mise à niveau des stades conformément aux normes internationales.
En juillet 1978, il est renversé par un coup d’État mené par un autre militaire. Il est remplacé par le chef d'état-major de la Défense, le lieutenant-général Fred Akuffo. Il reste en résidence surveillée. Puis il est arrêté avec deux autres anciens chefs d’État (le général Afrifa et le général Akuffo) et cinq autres officiers supérieurs (Amedume, Boakye, Felli, Kotei et Utuka), et exécutés par un peloton le 16 juin 1979, après un énième coup d’État le 4 juin 1979 qui amène au pouvoir le capitaine d'aviation Jerry Rawlings. Le Conseil révolutionnaire des forces armées réapparaît.

### Troisième République (1979-1993)
Le 24 septembre 1979, le pouvoir est transmis par Jerry Rawlings à un gouvernement civil mené par le Président Hilla Limann. C’est la troisième République du Ghana, qui dure peu de temps. Le 31 décembre 1981, en effet, un nouveau coup d'État renverse le régime de Limann. Jerry Rawlings revient au pouvoir.

#### Chute de la Troisième république (1981) et nouvelle période de transition
Le nouveau gouvernement qui prend le pouvoir le 31 décembre 1981 est le huitième dans les quinze années depuis la chute de Nkrumah. S'appelant lui-même Conseil « provisoire » de Défense Nationale (PNDC), ses membres comprennent Rawlings en tant que président, le Brigadier Joseph Nunoo-Mensah (qui Limann avait rejeté en tant que commandant de l'armée), deux autres policiers et trois civils. En dépit de ses origines militaires, l’exécutif s’efforce de laisser la place à la société civile, progressivement. Cette volonté se concrétise par la nomination de quinze civils aux postes de ministre.
Dans une émission de radio, le 5 janvier 1982, Rawlings expose les facteurs qui motivent selon lui la chute de la Troisième République. Il veut « une chance pour le peuple, les paysans, les ouvriers, les soldats, les riches et les pauvres, de faire partie du processus de prise de décision.» Il décrit les deux ans depuis que l'AFRC a remis le pouvoir à un gouvernement civil comme une période de régression au cours de laquelle les partis politiques ont tenté de diviser le peuple pour mieux régner. Le but ultime du retour de Rawlings est donc de « rétablir la dignité de l'homme pour les Ghanéens », en impliquant la population dans la transformation de la structure de la société. Bien que les nouveaux dirigeants conviennent de la nécessité d'un changement radical, ils divergent sur les moyens de l'atteindre. Par exemple, John Ndebugre, secrétaire à l'agriculture dans ce gouvernement, appartient à une organisation de gauche radicale, qui plaide pour une approche marxiste-léniniste. Il est bien éloigné des orientations économiques envisagées par les proches de Rawlings.
En accord avec l’engagement de Rawlings en janvier 1982, des comités et institutions se mettent en place pour intégrer la population en général dans les mécanismes du gouvernement national. Des comités de travailleurs, des comités de Défense (WDCs) des comités Citoyens, etc. Ces comités sont impliquées dans des projets communautaires et des décisions de la communauté. Les tribunaux publics, établis en dehors du système juridique, sont aussi créés pour juger les personnes accusées d’actes antigouvernementaux . Et des séminaires de une à quatre semaines visant à rendre ces cadres moralement et intellectuellement prêts pour leur rôle dans la révolution sont organisés à l'Université du Ghana, Legon, en juillet et en août 1983.
La première phase d'action commence en 1983. Son objectif est de retrouver une stabilité économique, en acceptant une étape d’austérité. Le gouvernement veut réduire l'inflation et recréer la confiance dans la capacité du pays à récupérer. En 1987, le progrès est évident. Le taux d'inflation a chuté à 20 %, et entre 1983 et 1987, la croissance de l'économie du Ghana reprend. Des prêts arriérés datant d'avant 1966 sont payés. En reconnaissance de ces réalisations, les agences internationales promettent plus de 575 millions de dollars pour l'avenir du pays. Une phase Deux du redressement peut commencer qui prévoit la privatisation d'actifs de l'État, la dévaluation de la monnaie, et l'augmentation de l'épargne et de l'investissement, et qui se poursuit jusqu'en 1990. Par contre, un des problèmes de cette politique de redressement est l’accroissement du chômage.

#### Rétablissement du multipartisme (1990)
Sous la pression internationale et interne pour un retour à la démocratie, le Conseil provisoire ou PNDC permet la mise en place d'une Assemblée Consultative composée de 258 membres représentant les districts géographiques, ainsi que des citoyens et des entreprises. L'assemblée est chargée d'élaborer un projet de constitution pour fonder une quatrième république. Le PNDC accepte le résultat des débats sans révision, et ce résultat est soumis à un référendum national le 28 avril 1992, dans laquelle il reçoit 92 % d'approbation. Le 18 Mai 1992, l'interdiction des partis politiques est levée dans le cadre de la préparation d'élections multipartites.
Le PNDC et ses partisans forment un nouveau parti, le Congrès National Démocratique (NDC). Les élections présidentielles ont lieu le 3 novembre 1992 et les élections législatives le 29 décembre de la même année. Les membres de l'opposition boycottent les élections législatives, cependant, ce qui a entraîné un Parlement de 200 sièges avec seulement 17 membres de partis d'opposition et deux indépendants.

### Quatrième république (1993)
La Constitution entre en vigueur le 7 janvier 1993. C'est le début de la Quatrième République. En 1996, l'opposition participe à la présidentielle et aux élections législatives, qui sont décrites comme pacifiques, libres et transparentes par les observateurs nationaux et internationaux. Rawlings est réélu avec 57 % des suffrages. En outre, son parti, le NDC, obtient 133 des 200 sièges du Parlement, soit seulement un siège de plus que la majorité des deux tiers nécessaire pour continuer à adapter la Constitution.
Lors de l'élection présidentielle de décembre 2000, Jerry Rawlings approuve le choix de son vice-président, John Atta-Mills, comme le candidat de la décision du NDC, lui-même arrivé au pouvoir par un coup d’État en 1981, puis élu en 1992 et en 1996, n'a pas le droit de briguer un troisième mandat, selon la constitution. Il quitte le pouvoir à cinquante-trois ans, après une vingtaine d'années durant lesquelles il a joué les premiers rôles. Mais John Kufuor (1938-), candidat du Nouveau Parti patriotique (NPP), parti d'opposition, remporte l'élection, et devient le président le 7 janvier 2001, ce résultat marquant une alternance politique. Le vice-président est Aliu Mahama (1946-2012). Kufuor remporte une autre échéance présidentielle en 2004. Pendant quatre ans, il a su préserver une stabilité économique et politique, et réduire l'inflation.
Durant les deux mandats présidentiels de Kufuor, plusieurs réformes sociales sont menées, telles que la réforme du système d'Assurance Nationale de Santé du Ghana. En 2005, est mis en place un programme d'alimentation en milieu scolaire, avec la fourniture d'un repas chaud gratuit par jour dans les écoles publiques et les écoles maternelles dans les quartiers les plus pauvres. Bien que certains projets sont critiqués comme étant inachevés ou non-financés, les progrès du Ghana sont remarqués à l'échelle international.
Le président Kufuor quitte le pouvoir en 2008, respectant comme son prédécesseur, la limite du nombre de mandat possible. La décision du Nouveau Parti Patriotique est de choisir Nana Addo Dankwa Akufo-Addo (1944-), le fils de Edward Akufo-Addo (1906-1979) comme leur candidat, tandis que le Congrès National Démocratique choisit John Atta Mills (1944-2012) pour la troisième fois. John Atta Mills remporte l'élection. Il bénéficie ensuite de l'exploitation de forages pétroliers qui créent une dynamique nouvelle. La gestion de cette manne, qui soulève de grands espoirs dans la population, se veut basée sur un modèle norvégien avec « une industrie pétrolière où le sens de l’équité et de la justice doivent être reproduits localement pour le bénéfice de tous les Ghanéens ».

#### Années 2010
Le 24 juillet 2012, le président meurt. Le pouvoir est transmis au vice-président, John Dramani Mahama (1958-), et des élections sont convoquées. Il choisit le Gouverneur de la Banque du Ghana, Amissah Arthur, comme nouveau vice-président. Il est confirmé à son poste par le scrutin de décembre 2012. Son mandat est perturbé par une croissance en berne et des scandales de corruption et il perd l'élection présidentielle de 2016 face au chef de l'opposition Nana Akufo-Addo. 
Industrialisation, opération séduction des investisseurs étrangers, lutte contre le paludisme,, les initiatives s'enchaînent. Réputé pour sa stabilité politique, son fonctionnement démocratique et son dynamisme, le pays accueille Melania Trump après Barack Obama, mais aussi Angela Merkel ou encore Emmanuel Macron. En 2018, cette nation est également endeuillée par la mort d'un de ses plus célèbres compatriotes, Kofi Annan. Sur le plan économique, le Ghana s'associe avec la Côte d'Ivoire, en 2019, pour obtenir des marchés un prix juste pour le cacao, en suspendant pendant quelques semaines la vente des récoltes 2020-2021. Il cherche à développer le tourisme vers ses terres au sein de la communauté afro-américaine, en mettant l'accent sur la mémoire de la traite négrière. Nana Akufo-Ado, d’inspiration libérale, mise aussi sur le développement de l’esprit d’entreprise. Il incite également la diaspora formée dans les pays occidentaux à revenir au pays, ou à y investir.

#### Depuis l'indépendance
- Décolonisation de l'Afrique, Néocolonialisme, Françafrique, Russafrique, Chinafrique, Relations sino-africaines
- Politique au Ghana, Politique étrangère du Ghana
- Liste des chefs d'État du Ghana, Vice-président de la république du Ghana